# Haltère
Pour l’article ayant un titre homophone, voir alter.
Cet article concerne une pièce d'équipement sportif. Pour le terme de zoologie, voir haltères de l'insecte.
 (février 2021).
Si vous disposez d'ouvrages ou d'articles de référence ou si vous connaissez des sites web de qualité traitant du thème abordé ici, merci de compléter l'article en donnant les références utiles à sa vérifiabilité et en les liant à la section « Notes et références ».

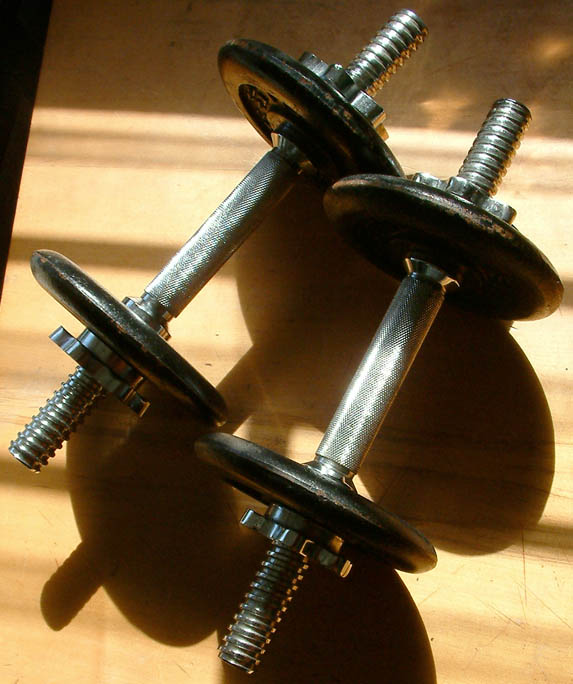
Un haltère modulable, constitué d'une barre centrale et d'anneaux amovibles.

Un haltère est une pièce d'équipement utilisée pour la musculation. C'est une masse qui peut être tenue dans une main. Les haltères sont utilisés le plus souvent par paires, pour augmenter la force et le volume des muscles, notamment par les lutteurs, les culturistes, les sportifs. Il existe une alternative utilisable à deux mains appelée girya (ou haltère russe), utilisée depuis la Grèce antique et démocratisée à la fin du XIXe siècle en Russie.
Les haltères peuvent être faits entièrement de métal (souvent de la fonte) ou bien recouverts de vinyle afin de ne pas abîmer le sol. Ils peuvent également prendre la forme de poches souples avec des fermetures Velcro permettant de les fixer aux poignets ou aux chevilles.

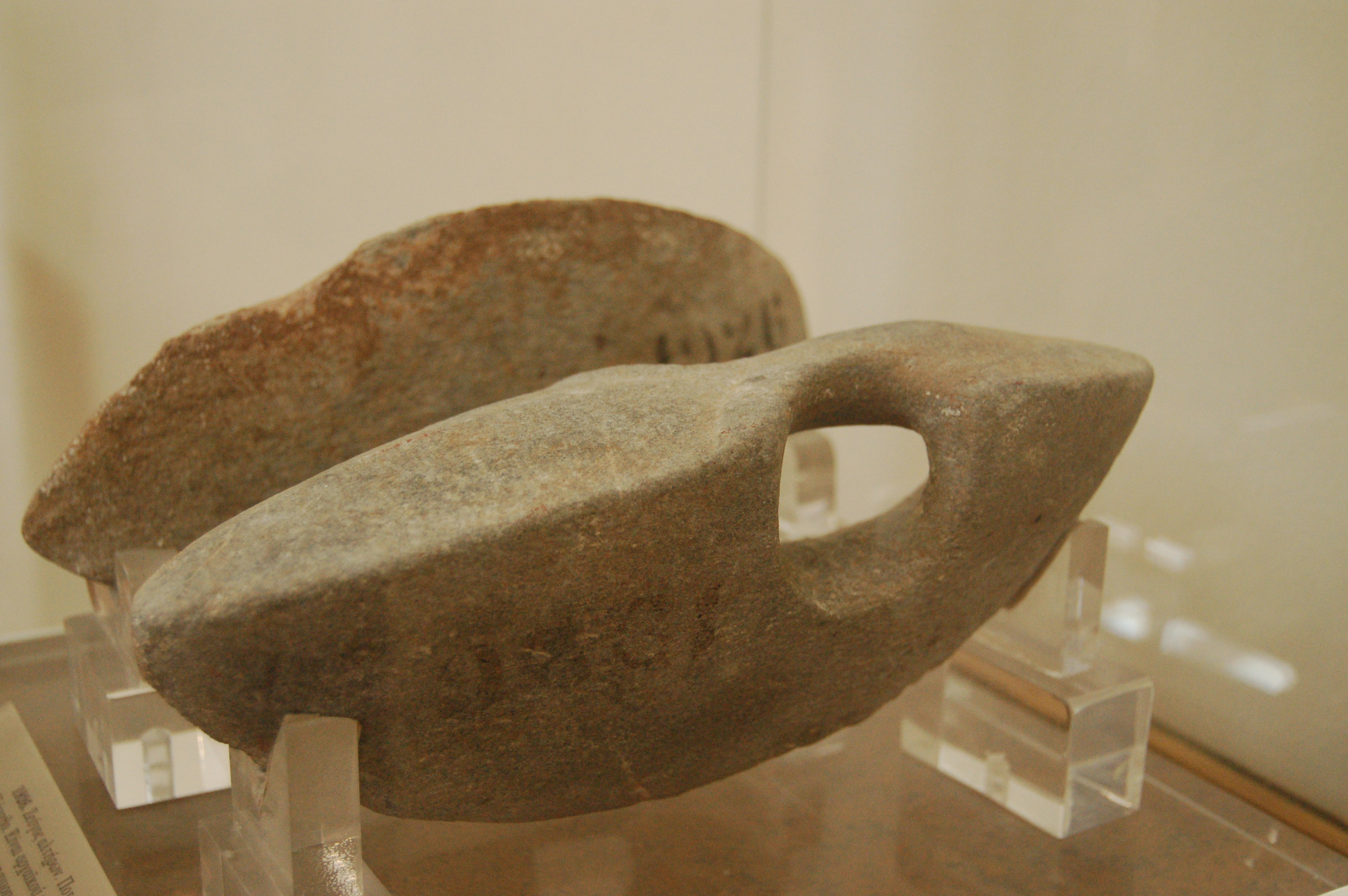
Haltères utilisés dans la Grèce antique, Musée national archéologique d'Athènes, Athènes.

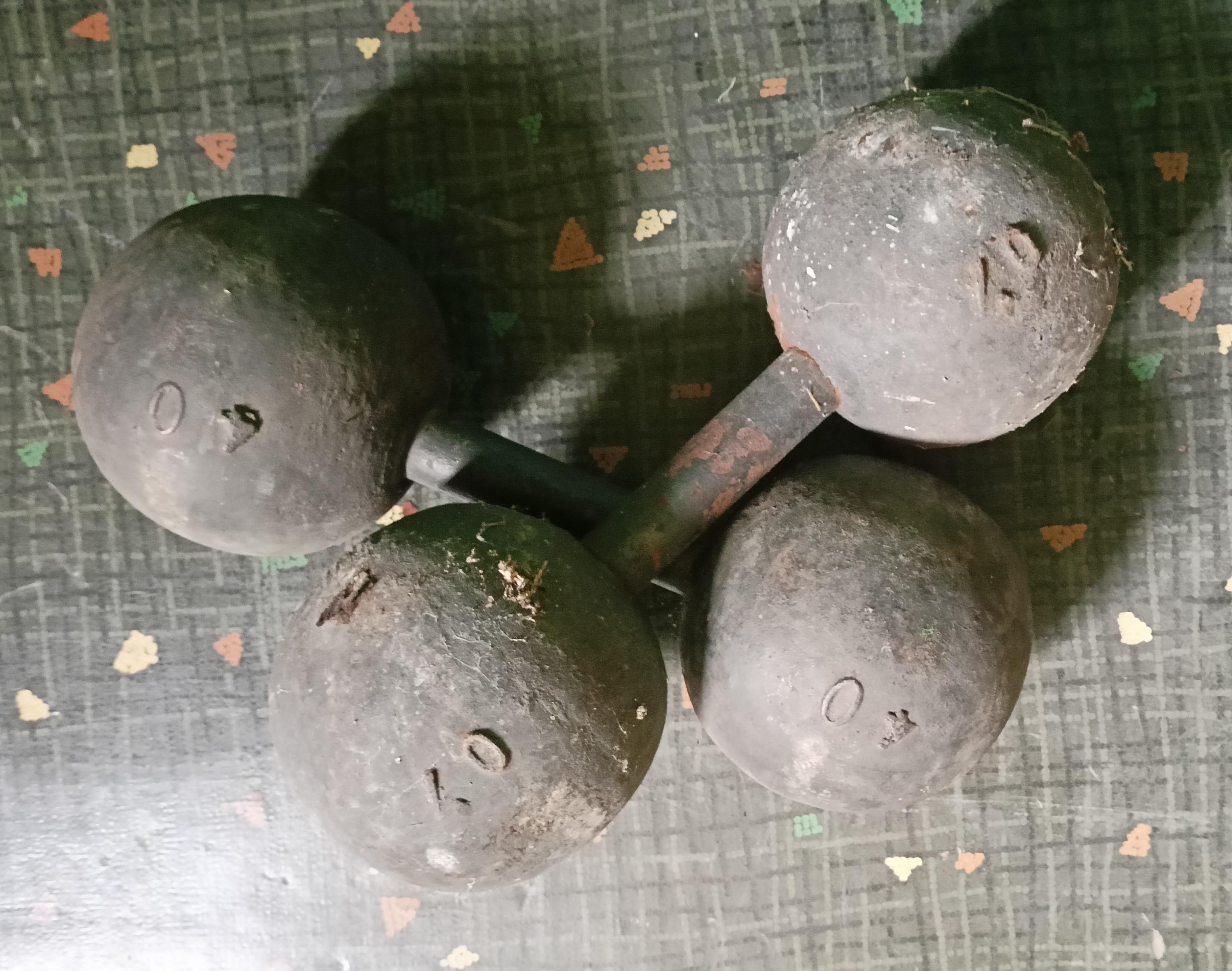
Vieux haltères pesant 40 livres chacun.

## Étymologie
Le terme vient du grec ancien ἁλτῆρες / haltéres (de ἅλλομαι / hállomai, « sauter »), qui désigne des poids utilisés pour le saut en longueur. En métal ou en pierre, ceux-ci avaient une forme très proche de celle des haltères modernes ; tenus en main par l'athlète, ils permettaient d'accroître la longueur du saut et de garantir une bonne réception.

## Histoire
Les haltères existent depuis des siècles. Les premières représentations d'haltères datent de la Grèce antique, où ils étaient utilisés pour l'entraînement des athlètes. La forme, le poids et la matière des haltères ont évolué au cours du temps. Aujourd'hui, il existe une grande variété d'haltères disponibles sur le marché, pour répondre aux besoins de tous les types de sportifs.

## Différents types
Il existe deux principaux types d'haltères :
- Les haltères courts sont généralement en fonte ou en acier et ont un poids fixe. Ils sont souvent utilisés pour des exercices de base tels que les biceps curls, les triceps extensions et les overhead presses.
- Les haltères longs, également appelés barres d'haltères, sont composés d'une barre centrale et de poids amovibles. Ils permettent de travailler une plus grande variété d'exercices et de muscles que les haltères courts.

## Avantages de l'utilisation des haltères
L'utilisation d'haltères présente de nombreux avantages, notamment :
- Amélioration de la force et de la masse musculaire: Les haltères permettent de travailler tous les groupes musculaires du corps, ce qui peut contribuer à augmenter la force et la masse musculaire.
- Amélioration de la coordination et de l'équilibre: L'utilisation d'haltères nécessite de la coordination et de l'équilibre, ce qui peut améliorer ces qualités physiques.
- Augmentation de la densité osseuse: L'entraînement avec des haltères peut contribuer à augmenter la densité osseuse, ce qui peut réduire le risque de fractures.
- Amélioration de la santé cardiovasculaire: L'entraînement avec des haltères peut également améliorer la santé cardiovasculaire.
- Polyvalence: Les haltères peuvent être utilisés pour une grande variété d'exercices, ce qui en fait un outil d'entraînement très polyvalent.